# Ungern i olympiska sommarspelen 1968
Ungern deltog i de olympiska sommarspelen 1968 med en trupp bestående av 167 deltagare, 135 män och 32 kvinnor, vilka deltog i 116 tävlingar i 15 sporter. Landet slutade på tredje plats i medaljligan, med tio guldmedaljer och 32 medaljer totalt.

## Medaljer
| Medalj | Namn                                                                                       | Sport          | Gren                           |
| ------ | ------------------------------------------------------------------------------------------ | -------------- | ------------------------------ |
| 1      | János Varga                                                                                | Brottning      | Bantamvikt, grekisk-romersk    |
| 1      | István Kozma                                                                               | Brottning      | Tungvikt, grekisk-romersk      |
| 1      | Ungerns herrlandslag i fotboll                                                             | Fotboll        | Herrarnas turnering            |
| 1      | Angéla Németh                                                                              | Friidrott      | Damernas spjutkastning         |
| 1      | Gyula Zsivótzky                                                                            | Friidrott      | Herrarnas släggkastning        |
| 1      | Gyözö Kulcsar                                                                              | Fäktning       | Herrarnas värja                |
| 1      | Csaba Fenyvesi Zoltán Nemere Pál Schmitt Gyözö Kulcsar Pal Nagy                            | Fäktning       | Herrarnas lagtävling i värja   |
| 1      | Tibor Tatai                                                                                | Kanotsport     | Herrarnas C-1 1000 meter       |
| 1      | Mihály Hesz                                                                                | Kanotsport     | Herrarnas K-1 1000 meter       |
| 1      | András Balczó István Móna Ferenc Török                                                     | Modern femkamp | Herrarnas lagtävling           |
| 2      | Antal Kiss                                                                                 | Friidrott      | Herrarnas 50 kilometer gång    |
| 2      | Lidia Dömölki-Sakovics Ildikó Bóbis Ildikó Újlaky-Rejtő Mária Gulácsy Paula Marosi-Foldesi | Fäktning       | Damernas lagtävling i florett  |
| 2      | Jenő Kamuti                                                                                | Fäktning       | Herrarnas florett              |
| 2      | Anna Pfeffer Katalin Rozsnyói                                                              | Kanotsport     | Damernas K-2 500 meter         |
| 2      | Tamás Wichmann Gyula Petrikovics                                                           | Kanotsport     | Herrarnas C-2 1000 meter       |
| 2      | Csaba Giczi István Timár                                                                   | Kanotsport     | Herrarnas K-2 1000 meter       |
| 2      | András Balczó                                                                              | Modern femkamp | Herrarnas individuella tävling |
| 2      | Zoltán Melis György Sarlós József Csermely Antal Melis                                     | Rodd           | Herrarnas fyra utan styrman    |
| 2      | László Hammerl                                                                             | Skytte         | 50 meter gevär, liggande       |
| 2      | Imre Földi                                                                                 | Tyngdlyftning  | Herrarnas 56 kg                |
| 3      | József Csatári                                                                             | Brottning      | Lätt tungvikt, fristil         |
| 3      | Károly Bajkó                                                                               | Brottning      | Weltervikt, grekisk-romersk    |
| 3      | Jolán Kleiber-Kontsek                                                                      | Friidrott      | Damernas diskuskastning        |
| 3      | Annamária Tóth                                                                             | Friidrott      | Damernas femkamp               |
| 3      | Lázár Lovász                                                                               | Friidrott      | Herrarnas släggkastning        |
| 3      | Gergely Kulcsár                                                                            | Friidrott      | Herrarnas spjutkastning        |
| 3      | Ildikó Újlaky-Rejtő                                                                        | Fäktning       | Damernas florett               |
| 3      | Tibor Pézsa                                                                                | Fäktning       | Herrarnas sabel                |
| 3      | Tamás Kovács Janos Kalmar Péter Bakonyi Miklos Meszena Tibor Pézsa                         | Fäktning       | Herrarnas lagtävling i sabel   |
| 3      | Csaba Giczi Imre Szöllösi István Timár István Csizmadia                                    | Kanotsport     | Herrarnas K-4 1000 meter       |
| 3      | Károly Bakos                                                                               | Tyngdlyftning  | Herrarnas 75 kg                |
| 3      | Ungerns herrlandslag i vattenpolo                                                          | Vattenpolo     | Herrarnas turnering            |

### Bilder

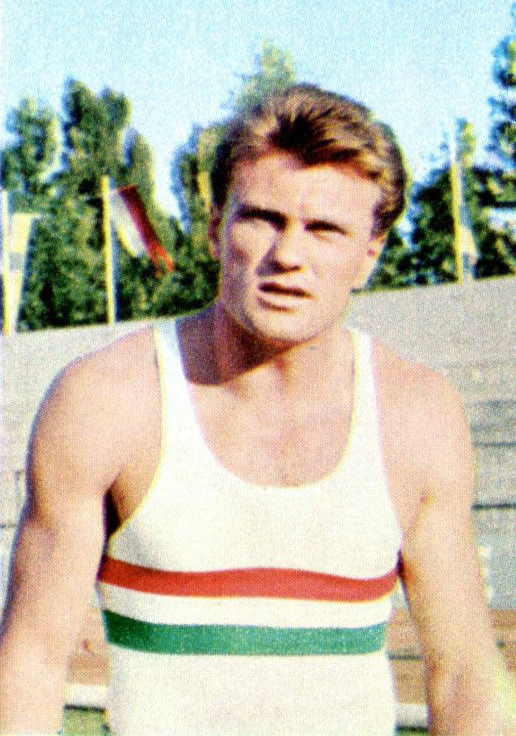
Gyula Zsivótzky, guldmedaljör i släggkastning.
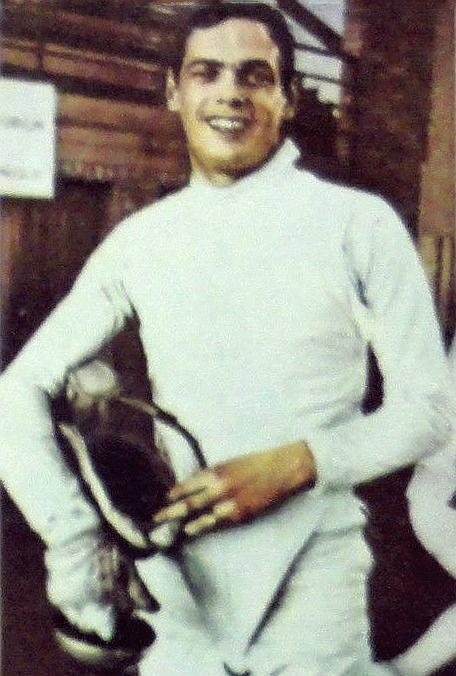
Győző Kulcsár, guldmedaljör i värja.

## Fotboll
- Laguppställning:[3]

István Básti
Antal Dunai
Lajos Dunai
Ernö Noskó
Dezső Novák
Károly Fatér
László Fazekas
István Juhász
László Keglovich
Lajos Kocsis
Iván Menczel
László Nagy
Miklós Páncsics
István Sárközi
Lajos Szűcs
Zoltan Szarka
Miklos Szalai
- Gruppspel:[4]

| Lag         | S | V | O | F | GM | IM | MS | P |
| ----------- | - | - | - | - | -- | -- | -- | - |
| Ungern      | 3 | 2 | 1 | 0 | 8  | 2  | +6 | 5 |
| Israel      | 3 | 2 | 0 | 1 | 8  | 6  | +2 | 4 |
| Ghana       | 3 | 0 | 2 | 1 | 6  | 8  | −2 | 2 |
| El Salvador | 3 | 0 | 1 | 2 | 2  | 8  | −6 | 1 |

- Kvartsfinal:

|       | 20 oktober 1968 | Ungern    | 1 – 0                | Guatemala | Estadio Jalisco, Guadalajara |                              |
| 12:00 | 12:00           | Szűcs 69′ | (0 – 0) Matchrapport |           | Domare: Arturo Yamasaki Peru | Domare: Arturo Yamasaki Peru |
| 12:00 | 12:00           |           |                      |           | Domare: Arturo Yamasaki Peru | Domare: Arturo Yamasaki Peru |
| 12:00 | 12:00           |           |                      |           | Domare: Arturo Yamasaki Peru | Domare: Arturo Yamasaki Peru |

- Semifinal:

|       | 22 oktober 1968 | Ungern                             | 5 – 0                | Japan | Aztekastadion, Mexico City             |                                        |
| 12:00 | 12:00           | Szűcs 30′, 60′, 75′ Novák 53′, 65′ | (1 – 0) Matchrapport |       | Domare: Romualdo Arppi Filho Brasilien | Domare: Romualdo Arppi Filho Brasilien |
| 12:00 | 12:00           |                                    |                      |       | Domare: Romualdo Arppi Filho Brasilien | Domare: Romualdo Arppi Filho Brasilien |
| 12:00 | 12:00           |                                    |                      |       | Domare: Romualdo Arppi Filho Brasilien | Domare: Romualdo Arppi Filho Brasilien |

- Final:

|       | 26 oktober 1968 | Bulgarien    | 1 – 4                | Ungern                                   | Aztekastadion, Mexico City                 |                                            |
| 15:30 | 15:30           | Dimitrov 22′ | (1 – 2) Matchrapport | Menczel 40′ A. Dunai 41′, 49′ Juhász 62′ | Publik: 75 000 Domare: Diego De Leo Mexiko | Publik: 75 000 Domare: Diego De Leo Mexiko |
| 15:30 | 15:30           |              |                      |                                          | Publik: 75 000 Domare: Diego De Leo Mexiko | Publik: 75 000 Domare: Diego De Leo Mexiko |
| 15:30 | 15:30           |              |                      |                                          | Publik: 75 000 Domare: Diego De Leo Mexiko | Publik: 75 000 Domare: Diego De Leo Mexiko |

## Tyngdlyftning
Sju tyngdlyftare i sex viktklasser tävlade för Ungern i sommarspelen 1968. De tog en silvermedalj och en bronsmedalj.
| Tävlande         | Viktklass | Press | Ryck  | Stöt  | Total | Placering |
| ---------------- | --------- | ----- | ----- | ----- | ----- | --------- |
| Imre Földi       | 56 kg     | 122,5 | 105,0 | 140,0 | 367,5 | 2         |
| János Benedek    | 60 kg     | 115,0 | 105,0 | 135,0 | 355,0 | 10        |
| János Bagócs     | 67,5 kg   | 132,5 | 122,5 | 157,5 | 412,5 | 6         |
| Károly Bakos     | 75 kg     | 137,5 | 132,5 | 170,0 | 440,0 | 3         |
| Győző Veres      | 82,5 kg   | 150,0 | 140,0 | 182,5 | 472,5 | 4         |
| Árpád Nemessányi | 90 kg     | 150,0 | 145,0 | 187,5 | 482,5 | 4         |
| Géza Tóth        | 90 kg     | 0     | -     | -     | 0     | DNF       |

## Vattenpolo
Ungern vann ett brons i vattenpolo genom att först vinna samtliga matcher i gruppspelet och sedan vinna mot Italien i bronsmatchen efter att ha förlorat mot Jugoslavien i semifinalen.
- Laguppställning:

András Bodnár
Zoltán Dömötör
László Felkai
Ferenc Konrád
János Konrád
Mihály Mayer
Endre Molnár
Dénes Pócsik
László Sárosi
János Steinmetz
István Szivós
- Grupp A:

| Lag           | S | V | O | F | GM | IM | MS  | P  |
| ------------- | - | - | - | - | -- | -- | --- | -- |
| Ungern        | 6 | 6 | 0 | 0 | 39 | 14 | +25 | 12 |
| Sovjetunionen | 6 | 5 | 0 | 1 | 43 | 18 | +25 | 10 |
| USA           | 6 | 3 | 1 | 2 | 37 | 36 | +1  | 7  |
| Kuba          | 6 | 3 | 1 | 2 | 31 | 35 | −4  | 7  |
| Västtyskland  | 6 | 2 | 0 | 4 | 33 | 34 | −1  | 4  |
| Spanien       | 6 | 0 | 1 | 5 | 20 | 37 | −17 | 1  |
| Brasilien     | 6 | 0 | 1 | 5 | 22 | 51 | −29 | 1  |

- Semifinal:

|  | 24 oktober | Jugoslavien | 8 – 6 | Ungern |  |  |
|  |            |             |       |        |  |  |
|  |            |             |       |        |  |  |
|  |            |             |       |        |  |  |

- Bronsmatch:

|  | 26 oktober | Ungern | 9 – 4 | Italien |  |  |
|  |            |        |       |         |  |  |
|  |            |        |       |         |  |  |
|  |            |        |       |         |  |  |